# Delia carri
Delia carri är en tvåvingeart som beskrevs av Griffiths 1991. Delia carri ingår i släktet Delia och familjen blomsterflugor.
Artens utbredningsområde är Alberta. Inga underarter finns listade i Catalogue of Life.